# Ilton
Ilton is een civil parish in het bestuurlijke gebied South Somerset, in het Engelse graafschap Somerset met 854 inwoners.